# علیشار
علیشار یکی از روستاهای قدیمی و دارای جاذبه‌های گردشگری و تاریخی ایران است که در بخش خرقان شهرستان زرندیه استان مرکزی قرار دارد. همچنین دارای باغات میوه و جنگل‌های بسیار زیبا و دشت‌های سبز و فراخ می‌باشد.
و از نظر تاریخی قاراقان یا خرقان نام ایلات بزرگ سلجوقی هستند که بعد از سکنا گزیدن در این منطقه برای حراست و پایش ایران عزیز و تشکیل حکومت سیاسی و نظامی سلجوقیان نیروهای خودرا در مناطق مختلف ایران ساکن کردند که در بخش مرکزی در رشته کوه های قاراقان است که نامش برگرفته از همین ایل غیور و مدافعان همیشگی وطن است که در تمام جنگ ها حظور داشته اند و دین خودرا برای حراست از ایران عزیز عطا کرده اند مانند همین هشت سال دفاع مقدس که فقط روستای علیشار حدود ۵۰ شهید و جانبازان بسیار تقدیم ایران عزیز کرده است .
زمانی که سلجوقیان ساکن شدند بصورت قبیله قبیله بودند و در هر منطقه هر روستا یک قبیله متشکل از چند خانواده است 
برای مثال روستای علیشار نامش برگرفته از علیشار بیگ یکی از فرماندهان بزرگ سلجوقی است که در این منطقه ساکن بوده ولی در اخر چون سودای حکومت داشته از میان برداشته شده 
روستای علیشار بیگ در زمان سلجوقی بسیار گسترده و بزرگ بوده ولی با چیره شدن قوم مغول بر این دیار و ایران قتل عامی گسترده صورت میگیرد و نابود میشود و دوباره پا میگیرد 
ولی قدمت روستای علیشار تا همینجا نیست و قلعه ای که در ان وجود دارد از زمان ساسانیان بوده و توسط سلجوقیان و حکومت های قبل و بعد مرمت و استفاده می شده و در این روستا و اطرف ان طی حفاری های انجام شده اشیائی از دوران عصر اهن هم بدست امده و قدمت این روستا را تا ماقبل تاریخ می رساند درست است کوچک و بزرگ شده ولی پابرجا بوده و است

## جاذبه‌ها
یکی از آثار تاریخی ایران به نام تپه قلعه باش علیشار که در تاریخ ۲۵ اسفند ۱۳۸۰ با شمارهٔ ثبت ۵۶۱۴ به‌عنوان یکی از آثار ملی ایران به ثبت رسیده‌است و دیگری زیارتگاه امامزاده هفت تن می‌باشد که در نزدیکی گلزار شهدای روستا قرار دارد. این روستا یکی از بزرگترین روستاهای بخش خرقان می‌باشد.
سد جدیدی که در نزدیکی روستای علیشار به بهره‌برداری رسیده ماهیگیران زیادی را از اقصی نقاط کشور به این منطقه جذب نموده‌است و لازم است ذکر شود ماهیگیری در این سد فقط با قلاب مجاز بوده و به عنوان تفریح برای عموم آزاد است.

## جمعیت
بر پایه سرشماری عمومی نفوس و مسکن در سال ۱۳۹۵ جمعیت این روستا ۱٬۰۴۸ نفر (۳۶۶خانوار) بوده‌است.